# Mind Game
Mind Game (マインド・ゲーム?, Mind Game) è un film d'animazione del 2004 diretto da Masaaki Yuasa.
Il soggetto è basato sull'omonimo manga di Robin Nishi. Il film è stato ideato, prodotto e animato dallo Studio 4°C, con la regia affidata a Masaaki Yuasa (alla sua prima esperienza con un lungometraggio).
Il film ha ricevuto un ottimo riscontro internazionale e numerosi riconoscimenti, ed è stato lodato pubblicamente dal premiato regista Satoshi Kon e dall'animatore statunitense Bill Plympton. Attualmente detiene un indice di gradimento del 100% sull'aggregatore di recensioni Rotten Tomatoes.

## Trama
Nishi, un aspirante mangaka, incontra in una Izakaya la sua vecchia compagna di liceo Myon, di cui è sempre stato segretamente innamorato. Myon rivela a Nishi che a breve si sposerà, procurando al protagonista un forte dilemma: confessare il proprio amore alla ragazza o meno. Da qui in poi, una serie di bizzarri eventi porta Nishi a morire e finire nell'Aldilà, dove Dio gli concede di ripetere l'incontro disastroso con la ex-compagna appena terminato. Questo riavvolgimento di tempo porta poi i personaggi a intraprendere una rocambolesca fuga da una banda di yakuza che si conclude col finire inghiottiti e rimanere rinchiusi nel ventre di una balena. Con l'aiuto di un vecchietto, a sua volta prigioniero da molti anni all'interno dell'animale, tenteranno in tutti i modi di evadere e ritornare alle proprie vite.

## Produzione
Mind Game adopera tecniche di animazione e stili visivi molto disparati, una scelta inusuale considerato che non si tratta di un film collettivo ma di un'unica narrazione continua. Il regista ha commentato, in un'intervista al Japan Times:
(Masaaki Yuasa, The Japan Times)

## Colonna sonora
La colonna sonora, prodotta da Shin'ichirō Watanabe e composta da Seiichi Yamamoto, include una image song di Fayray e un brano per pianoforte di Yōko Kanno.

## Riconoscimenti
Il film ha ricevuto numerosi premi prestigiosi in patria, quali l'Ofuji Award del Mainichi Film Concours 2005 e il Grand Prize per l'animazione al Japan Media Arts Festival 2004, superando tra gli altri candidati Il castello errante di Howl. Fuori dal Giappone ha avuto la sua première internazionale al New York Asian Film Festival nel giugno 2005 (solo nel 2006 in Italia al bolognese Future Film Festival) ma il più grande successo di critica è stato riscontrato al Fantasia International Film Festival in Canada nel luglio 2005, dove ha battuto vari titoli live action vincendo tutti e tre i premi della giuria ai quali era stato candidato: "Miglior film", "Migliore regia" (a pari merito con Gen Sekiguchi per Survive Style 5+) e "Migliore sceneggiatura"; ha ricevuto inoltre una menzione speciale per il "Visual Accomplishment", oltre a vincere il premio del pubblico per il "Miglior film d'animazione" e il secondo premio come "Film più innovativo".
- 2004 - Japan Media Arts Festival
  - Grand Prize per l'animazione
- 2005 - Mainichi Film Concours
  - Ofuji Award
- 2005 - Fantasia International Film Festival
  - Miglior film
  - Migliore regia
  - Migliore sceneggiatura
  - Premio speciale – Visual Accomplishment
  - Golden Prize del pubblico per il "Miglior film d'animazione"
  - Silver Prize del pubblico per il "Film più innovativo"